# Paltothemis
Paltothemis is een geslacht van libellen (Odonata) uit de familie van de korenbouten (Libellulidae).

## Soorten
Paltothemis omvat 3 soorten:
- Paltothemis cyanosoma Garrison, 1982
- Paltothemis lineatipes Karsch, 1890
- Paltothemis nicolae Hellebuyck, 2002